# Platypalpus melanocerus
Platypalpus melanocerus är en tvåvingeart som beskrevs av Axel Leonard Melander 1927. Platypalpus melanocerus ingår i släktet Platypalpus och familjen puckeldansflugor.
Artens utbredningsområde är Washington. Inga underarter finns listade i Catalogue of Life.